# L'Hȏte et l'Invité
L'Hȏte et l'Invité (en géorgien : სტუმარ-მასპინძელი) est une épopée de l'écrivain géorgien Vaja-Pchavela,.

## Texte
L'Hôte et l'invité, s'ouvre ainsi :
« Enfoui dans la nuit opaque / Et affadi par les ténèbres, / Le pays montagneux des Kistes / Se hérisse en trônes rocheux. / Une rivière crie sa peine / Au fond d'un défilé obscur. / Les montagnes se sont penchées / Et se débarbouillent, pensives : / Plus d'un expira sur leur sein, / L'eau ne les lave pas du sang. / Cet homme qui suit son chemin / Veut verser le sang de son frère. (Traduit par G. Bouatchidzé, 1989) »